# DCI-P3
DCI-P3 또는 DCI/P3는 미국 영화 산업의 디지털 영화 프로젝션을 위한 일반 RGB 색 공간이다.

## 시스템 비색법
| 색 공간              | 화이트 포인트 | 화이트 포인트 | CCT  | 원색  | 원색  | 원색  | 원색  | 원색  | 원색  |
| 색 공간              | xW            | yW            | K°   | xR    | yR    | xG    | yG    | xB    | yB    |
| -------------------- | ------------- | ------------- | ---- | ----- | ----- | ----- | ----- | ----- | ----- |
| P3-D65 (디스플레이)  | 0.3127        | 0.3290        | 6504 | 0.680 | 0.320 | 0.265 | 0.690 | 0.150 | 0.060 |
| P3-DCI (극장)        | 0.314         | 0.351         | 6300 | 0.680 | 0.320 | 0.265 | 0.690 | 0.150 | 0.060 |
| P3-D60 (ACES 시네마) | 0.32168       | 0.33767       | 6000 | 0.680 | 0.320 | 0.265 | 0.690 | 0.150 | 0.060 |

DCI-P3은 순수 2.6 감마 커브, 화이트 루미넌스 48 cd/m2, 그리고 D63과 동일한 일광 온도(하지만 더 녹색을 띔)의 화이트포인트를 사용한다.
DCI-P3은 sRGB보다 25% 더 넓은 색역을 갖추고 있다.

## 디스플레이 P3
디스플레이 P3는 애플이 만든 색 공간이며 DCI-P3를 사용한다. DCI-P3의 1/2.6 순수 감마 커브와 달리 디스플레이 P3는 sRGB 트랜스퍼 커브를 사용한다.